# Aleksej Nemov
Aleksej Jur'evič Nemov (in russo Алексей Юрьевич Немов?; Baraševo, 28 maggio 1976) è un ex ginnasta russo.
Con dodici medaglie conquistate ai Giochi olimpici estivi, è uno degli sportivi con il maggior numero di medaglie olimpiche.

## Biografia
Nato a Baraševo, si allenò al Centro Krugloe Ozero e, a 14 anni, entrò nella squadra dell'Unione Sovietica allenato da Evgenyj Nikolko.
Ai Giochi olimpici di Atlanta 1996 e Sydney 2000 fu l'atleta che vinse il maggior numero di medaglie, 6 per edizione, per un totale di 12 medaglie; in entrambe ottenne la stessa ripartizione di 2 ori, 1 argento, 3 bronzi. In particolare, nel 1996 ottenne il secondo posto nel concorso generale, e nel 2000 lo vinse.
Ad Atene 2004, dopo la sua performance alla sbarra valutata 9.725, il pubblico fischiò contro la giuria ritenendo un basso voto quello ottenuto, successivamente fu corretto in 9.762 e Nemov, già fuori dalla corsa per una medaglia, convinse il pubblico a fermare le proteste.